# Khagan Céleste
Khagan Céleste (chinois : 天可汗 ; pinyin : tiān kèhán, en vieux turc : 𐱅𐰭𐰼𐰃𐰴𐰍𐰣 trans. Tengri Qaghan) est le titre donné à Tang Taizong par différents peuples nomades. 
Avant, le premier empereur et fondateur de la dynastie Sui, Sui WenDi avait reçu le titre Saint Kakhan. Dans la dynastie Tang, les peuples nomades estimaient que Tang Taizong était plus grand que Sui WenDi. Tang Taizong reçut le titre de Tengri Khaghan.
Le titre était un outil utile à la diplomatie entre les peuples nomades. Dans les documents diplomatiques, le titre empereur et Tengri Kakhan furent souvent employés ensemble : l'Empereur-Tengri-Kakhan (皇帝天可汗). Quand l'Impératrice Wu a fait le sacre, les peuples nomades n'ont pas appelé les empereurs chinois avec ce titre, jusqu’au Tang Suzong a été aidé par Uyghurs. 
Apres, les kakhans nomades peut-être s'a appelé ce titre. Dans les documents chinois, ces kakhans nomades n'ont pas été appelé avec le script chinois <<céleste>>, mais juste <<tengri>>. 